# رسالة إلى أهل لاودكية
الرسالة إلى أهل لاودكية هي كتابة محتملة للرسول بولس، حيث يُستنتج وجودها الأصلي من تعليمات في رسالة كولوسي مفادها أن الجماعة يجب أن ترسل رسالتها إلى المجتمع المؤمن في لاودكية، وبالمثل الحصول على نسخة من رسالة "من لاودكية".
ومتى قرأت عندكم هذه الرسالة، فاقرأوها أيضاً في كنيسة اللاودكيين. وانظروا أنتم أيضًا اقرأوا الرسالة التي من لاودكية.— كولوسي 4: 16

## التماهي مع الرسائل الكنسية

### رسالة إلى أهل أفسس
اقترح بعض العلماء أن هذه العبارة تشير إلى الرسالة الكنسية إلى أهل أفسس، معتبرين أنها رسالة دائرية (رسالة عامة) [الإنجليزية] لقراءتها على العديد من الكنائس في منطقة لاودكية. ويختلف آخرون في هذا الرأي.

### رسالة إلى فليمون
اقترح آخرون أنها تشير إلى الرسالة القانونية إلى فليمون.

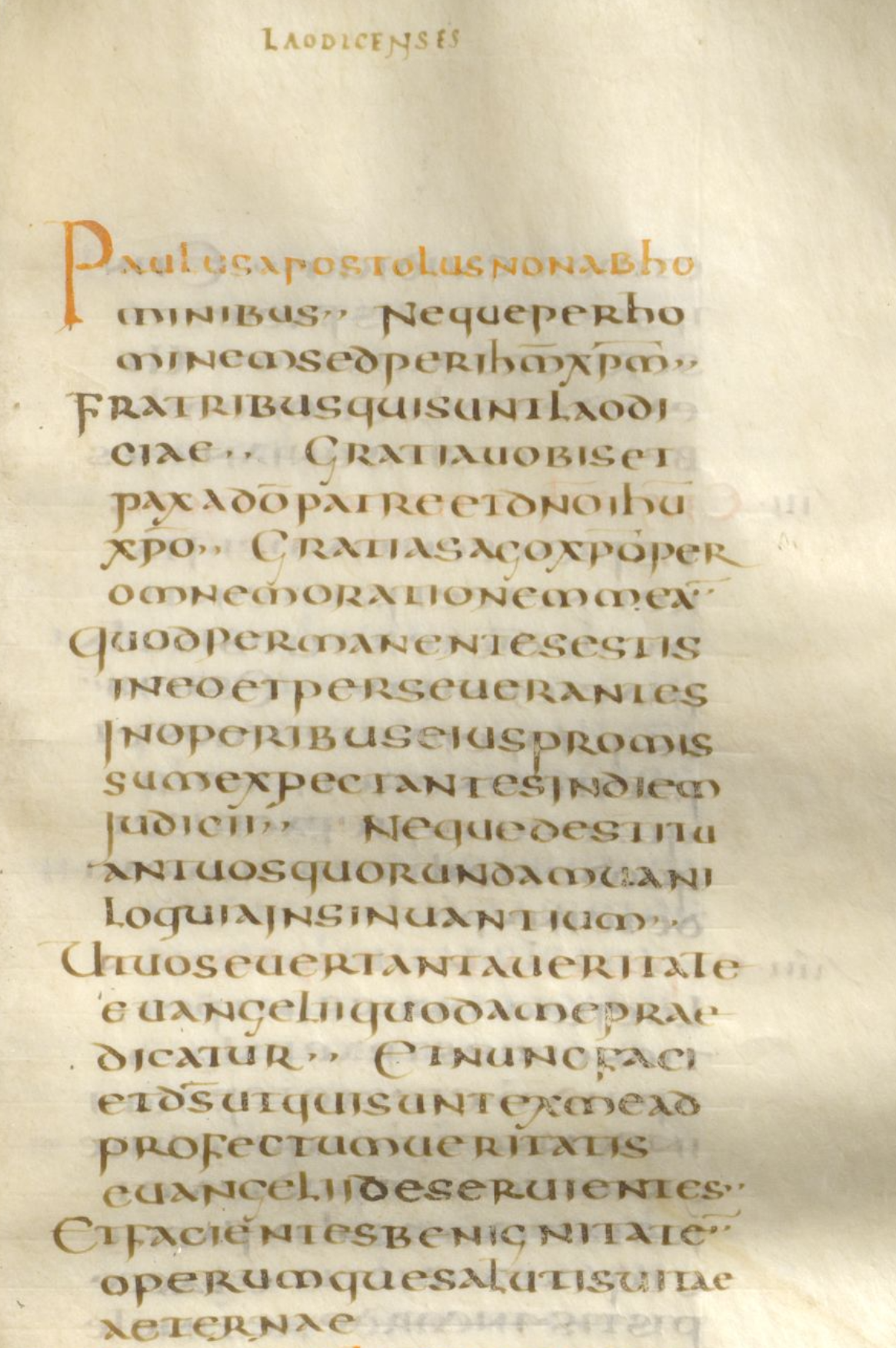
النصف العلوي من الصفحة الأولى من الرسالة اللاتينية إلى أهل لاودكية في مخطوطة فولدا